# Ugyops
Ugyops är ett släkte av insekter. Ugyops ingår i familjen sporrstritar.

## Dottertaxa tillUgyops, i alfabetisk ordning[1]
- Ugyops alecto
- Ugyops amboinensis
- Ugyops arestor
- Ugyops aristellus
- Ugyops atreces
- Ugyops bougainvillei
- Ugyops brevipennis
- Ugyops bryani
- Ugyops bryanni
- Ugyops butleri
- Ugyops buxtoni
- Ugyops contiguus
- Ugyops facialis
- Ugyops flyensis
- Ugyops houadouensis
- Ugyops impictus
- Ugyops inermis
- Ugyops insularis
- Ugyops kellersi
- Ugyops kinbergi
- Ugyops lato
- Ugyops lifuanus
- Ugyops liturifrons
- Ugyops longiceps
- Ugyops maculipennis
- Ugyops manturna
- Ugyops medius
- Ugyops menelaus
- Ugyops musgravei
- Ugyops nemestrinus
- Ugyops notivenus
- Ugyops occidentalis
- Ugyops osborni
- Ugyops percheronii
- Ugyops pictifrons
- Ugyops pictulus
- Ugyops planguncula
- Ugyops privatus
- Ugyops rufus
- Ugyops samoaensis
- Ugyops samoënsis
- Ugyops senescens
- Ugyops seychellensis
- Ugyops similis
- Ugyops sulcatus
- Ugyops taranis
- Ugyops tripunctatus
- Ugyops walkeri
- Ugyops wilkesi
- Ugyops vitiensis
- Ugyops vittatus